# Pál Lázár
Pál Lázár (* 11. März 1988 in Debrecen) ist ein ungarischer Fußballspieler.

## Vereinskarriere
Lázár begann seine Karriere 2005 bei FC Sopron und spielte dort eine Saison. Es folgte eine weitere Saison bei Liberty Salonta. Zur Saison 2006/07 unterschrieb er beim FC Fehérvár. Für Videoton spielte er vier Spielzeiten und wurde zum Ende der Saison das erste Mal ungarischer Fußballmeister.
Seit der Saison 2011/12 spielte er in der Türkei für Samsunspor. Mit der Mannschaft stieg Pál Lázár am Ende der Saison in die 2. Liga ab. Eine Woche vor dem Saisonbeginn 2012/13 löste er nach gegenseitigem Einvernehmen mit seinem Verein seinen Vertrag auf.

## Erfolge
- Ungarischer Fußballmeister: 2011